# Notableikja
Notableikja est une île dans le landskap Sunnhordland du comté de Vestland. Elle appartient administrativement à Fitjar.

## Géographie
Rocheuse et pratiquement désertique, à fleur d'eau, elle s'étend sur environ 59 m de longueur pour une largeur approximative de 35 m. 